# Invasión (película de 1969)
Invasión es una película argentina de ciencia ficción y drama de 1969 dirigido por Hugo Santiago, y escrita por Hugo Santiago junto a Jorge Luis Borges y Adolfo Bioy Casares. La trama va desde una historia policial hacia el género fantástico, con un extrañamiento progresivo de las situaciones.
Al momento de su estreno la película fue aclamada por la crítica, pero fue un fracaso total a nivel comercial. Prácticamente desconocida por el gran público, solo comenzó a ser vista con la reedición del filme en DVD en 2008. Con el tiempo, Invasión se convirtió en una película de culto y fue ampliamente revalorizada por la crítica especializada y numerosos cineastas argentinos. Según el teórico del cine Ángel Faretta, se trata de la obra cinematográfica más importante del cine de culto vanguardista argentino, constituyendo la misma un ejemplo de una interfase estilística entre el cine clásico y la nouvelle vague de estilo francés, transformándose con el tiempo en un camino posible no explotado de la cinematografía argentina.
En 2022, Invasión  obtuvo el segundo puesto en la "Encuesta de cine argentino", y fue votada como la segunda mejor película argentina de todos los tiempos.

## Sinopsis
Un grupo de hombres comandados por un anciano intentan detener una invasión a una ciudad moderna llamada Aquilea. Los invasores son hombres de gabardina que introducen en la ciudad una misteriosa maquinaria que los ayudará a llevar cabo una dominación en masa.
Lentamente los miembros de la resistencia se dan cuenta de que la invasión ha iniciado antes de que la resistencia naciera, y es absoluta e imposible de definir.

## Reparto
- Olga Zubarry (1929-2012), Irene
- Lautaro Murúa (1926-1995), Herrera
- Juan Carlos Paz (compositor de música académica, 1997-1972), don Porfirio
- Martín Adjemián (1932-2005), Irala
- Roberto Villanueva (1929-2005), Silva
- Lito Cruz (como Oscar Cruz, 1941-2017), jefe de los jóvenes
- Leal Rey (1927-1991), Marcelo
- Juan Carlos Galván (1932-2015), jefe de otro grupo invasor
- Aldo Mayo (1933-2007), jefe del grupo invasor
- Hedy Crilla (1898-1984), vieja sirvienta
- Claudia Sánchez (1942-), mujer en el restaurante
- María de los Ángeles Medrano (1955-), como niña de 14 años sin acreditar
- Aldo Barbero (1937-2013) sin acreditar
- Cacho Espíndola (1940-2004), sin acreditar
- Raúl del Valle (1908-1973), sin acreditar
- Eithel Bianco, como la rubia en el restaurante
- Jorge Cano, como Julio Vildrac, uno de los torturadores
- Daniel Fernández, Lebendiger
- Carlos E. Suárez, como el hombre que va en moto
- Ricardo Ormellos, como Cachorro
- Horacio Nicolai.

## Temas

### Idea central
La derrota de los defensores de la ficticia ciudad de Aquilea es evidente desde el principio, referenciando a la Guerra de Troya, con la que se trazan varios paralelismos. La alusión a esta guerra está presente desde el nombre de la ciudad; como definió el crítico de cine Claudio D. Minghetti para la agencia argentina Télam:

Aquilea es un término usado en las fuentes clásicas, para referirse a un lugar asediado y defendido según la concepción del coraje, y tiene su etimología originaria en Aquiles -o Aquileo- héroe de la invasión a Troya en La Ilíada, de Homero.

### Personajes principales
Don Porfirio

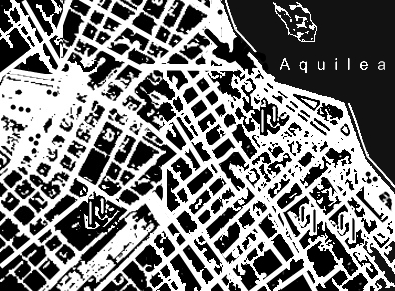
Plano esquemático de la ciudad de Aquilea, escenario del filme.

Interpretado por Juan Carlos Paz. Es el jefe de los defensores. Los va llamando uno a uno, dándoles instrucciones, pero tiene otros planes además de los que vemos; el personaje está inspirado en Macedonio Fernández.
Julián Herrera
Interpretado por Lautaro Murúa. Comanda a los hombres que luchan contra la invasión. Es un héroe plano y sin emociones visibles, casi el prototipo del «compadrito borgeano».
Irene
Interpretada por Olga Zubarry. La mujer de Herrera tiene una doble vida, y el descubrimiento de en quá consiste esta doble vida es la sorpresa final del filme. En este film tiene un desnudo que fue realizado por una doble de cuerpo; observando con atención se observa un leve salto en la continuidad cuando el personaje sale por izquierda y entra por derecha visto desde el espejo del ropero. Este recurso ya había sido usado anteriormente con la misma actriz: «Como en El ángel desnudo, un clásico de Carlos Hugo Christensen, dos décadas atrás, Olga Zubarry vuelve a protagonizar un desnudo, nuevamente en blanco y negro, pero como en aquella ocasión, con una doble de cuerpo».

### Principales temáticas
La ciudad
El relato habla de la ciudad de Buenos Aires, llamándola Aquilea, y la pérdida de valores que se dan allí, producto de la invasión.
Amor y soledad
El amor no existe en la lucha, las relaciones se pierden por medio de un espíritu heroico que busca la trascendencia en el tiempo, en lugar de la permanencia mediante las relaciones amorosas o la creación de una familia.
Control
La invasión a la ciudad es eterna y poderosa, y por ello, no es heroica, y su triunfo no significa nada. Todo el heroísmo es patrimonio de la resistencia.

### Alusiones
Aquilea
La villa de Aquileia (Italia), a 125 km al noreste de la actual ciudad de Venecia fue una de las principales ciudades en los últimos tiempos del Imperio romano de Occidente, repetidamente invadida por los bárbaros, y al fin, destruida. Hay referencias a ella en los textos de Jorge Luis Borges.
El Eternauta
El tema de Buenos Aires invadida, defendida por un grupo disperso, que se sabe derrotado de antemano, y la victoria final de los invasores por mero número y poder ya se había usado en la clásica historieta El Eternauta, cocreada y escrita por Héctor Germán Oesterheld en 1957.
Guerra de Troya
La épica del defensor derrotado (la resistencia en el film) empieza en La Ilíada como antecedente más antiguo y directo.
Golpe militar argentino
La película hace alusión a la dictadura de Carlos Ongania de mediados de los años 1960, autodenominada "Revolución Argentina", y a la resistencia en muchos puntos a ese gobierno militar y autoritario.
Sin embargo, la película fue reconocida tiempo después como adelantada a su tiempo debido a la previsión que brinda sobre la atmósfera, crimenes y situaciones que se darían durante la última dictadura cívico-militar argentina que aconteció años después (1976-1983); "anticipando... las atrocidades que se producirían durante la década siguiente (por ejemplo, la utilización en el film de un estadio de fútbol como sitio de detención y tortura)".

## Crítica
(...) La mayor película de la Argentina y uno de los mejores films del mundo en los últimos años ... Invasión, dirigida por Santiago, es sin duda la mejor película jamás realizada por un argentino. Ángel Faretta revista Fierro 1989

(...) Sería difícil nombrar a otra película de cine argentino, que tenga como invasión, la situación de ser "La" película de culto. Una película de un carácter excepcional. Eduardo A. Russo, El Amante Cine, 1994

(...) La preocupación política se combina con la ansiedad existencial. La invasión es una de las formas de la muerte (interpretación que sugiere un muy bello poema de Borges cantado a la guitarra). La vida continúa y también la resistencia, pero con otros y para otros. Jean-Louis Bory, Le Nouvel Observateur 1971

(...) Invasión describía el entierro de cierta Buenos Aires, de un modo de vida que moría. Alain Touraine.

(...) Visión poética en la medida en que Hugo Santiago anima al espectador a ir más allá de las apariencias para tratar de llegar a la esencia de los seres y las cosas, más allá de la corteza superficial de la realidad. Michel Esteve, Estudios, marzo de 1971

“Invasión es un objeto cinematográfico autónomo, como los poemas de Quevedo eran objetos verbales autosuficientes para Borges: se beneficia con la necesidad puramente formal de todos sus elementos y la independencia de toda servidumbre realista” (Edgardo Cozarinsky, 1969)